# Maurice Strakosch

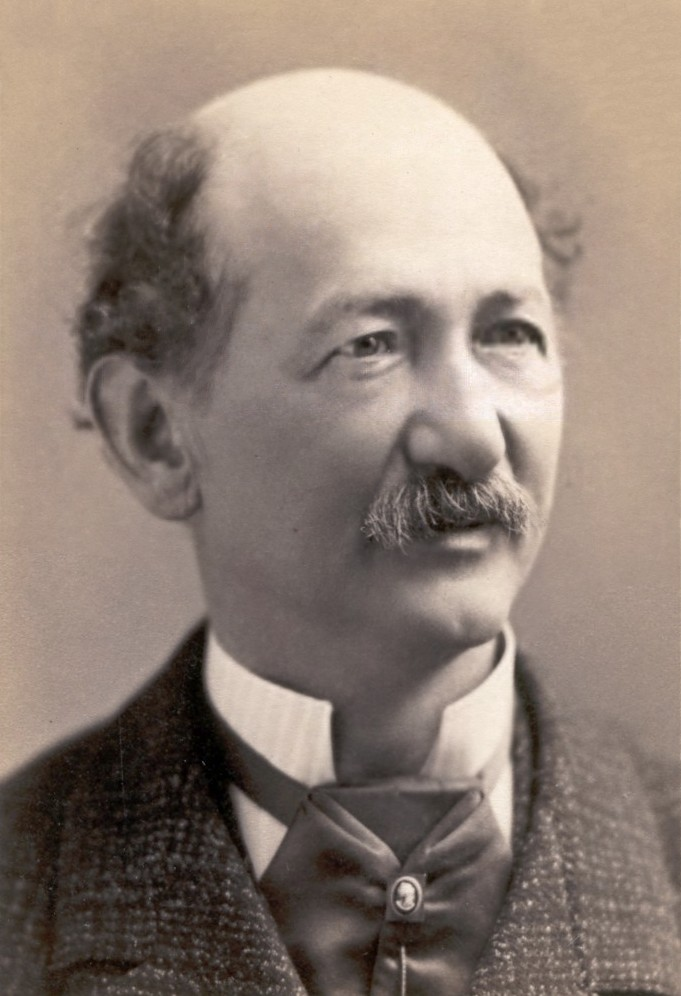
Maurice Strakosch.

Maurice (Moritz) Strakosch, född 15 januari 1825 i Groß Seelowitz, död 9 oktober 1887 i Paris, var en österrikisk musiker och impressario.
Strakosch var pianist, tonsättare och sånglärare samt impressario för sin svägerska Adelina Patti och för Kristina Nilsson, även vid hennes besök i Sverige. En annan av hans elever var operasångerskan Sigrid Arnoldson. Han komponerade pianostycken och några operor. 
Strakoschs brorsdotter Febea Strakosch (född i Stockholm, medan fadern, Ferdinand Strakosch, vistades där som impressario för en italiensk operatrupp), uppträdde i gästroller på Kungliga Operan 1896.